# 健康與病痛社會學 (期刊)
《健康與病痛社會學》（Sociology of Health and Illness）是一份1979年起出版的美國健康與病痛社會學學術期刊，由健康與病痛社會學基金會（the Foundation for the Sociology of Health and Illness）發行、Wiley-Blackwell出版，現任主編是卡迪夫大學公共健康教授蓋斯·威廉斯（Gareth Williams）。
根據《期刊引證報告》數據顯示，《健康與病痛社會學》2011年時的影響因子是1.885，在37份社會科學子領域期刊中排名第8、在138份社會學期刊中排名第13。

## 外部連結
- 《健康與病痛社會學》在出版社官網的介紹 （页面存档备份，存于） （英文）